# Francesco Gervasio
Francesco Gervasio (Savona, 1º novembre 1934 – Cairo Montenotte, 14 febbraio 2005) è stato un politico italiano.
Primo cittadino di Savona dal giugno 1994 al maggio 1998, è stato il primo sindaco direttamente eletto dai cittadini e il primo a non essere espressione della sinistra dal 1945.